# Летнее (озеро, Беломорский район)
Летнее — озеро на территории Сосновецкого сельского поселения Беломорского района Республики Карелии.

## Общие сведения
Площадь озера — 14,5 км², площадь водосборного бассейна — 109 км². Располагается на высоте 112,6 метров над уровнем моря.
Форма озера лопастная, продолговатая: оно вытянуто с северо-запада на юго-восток. Берега изрезанные, каменисто-песчаные, местами заболоченные.
Из залива на северной стороне озера вытекает река Летняя, впадающая в реку Нижний Выг.
В озере не менее двух десятков безымянных островов различной площади, однако их количество может варьироваться в зависимости от уровня воды.
На севере Летнего располагается деревня Летнее Озеро, к которой подходит автодорога местного значения 86К-37 («Шагозеро — Летнее Озеро»).
Код объекта в государственном водном реестре — 02020001311102000008821.